# (4055) Magellan
Pour les articles homonymes, voir Magellan.
(4055) Magellan est un astéroïde Amor aréocroiseur découvert le 24 février 1985 par l'astronome américaine Eleanor Francis Helin à l'observatoire Palomar, au nord de San Diego, en Californie. Il est nommé d'après le navigateur et explorateur portugais Fernand de Magellan.